# 千葉一裕
千葉 一裕（ちば かずひろ、1959年1月25日 - ）は、日本の化学者。専門は農芸化学、生物有機化学、有機電気化学。農学博士。東京農工大学学長（第14代）。大学における教育研究活動、経営改革の他、自らの起業経験を活かし、アントレプレナー育成事業や大学発スタートアップ創出等にも長く関与している。第一種放射線取扱主任者、環境計量士。

## 略歴
東京都杉並区出身。生家（当時）は数百年にわたり、漢方薬「千葉實母散」の製造・販売業を営んでいた。成蹊小・中・高等学校を経て、1977年東京農工大学農学部農芸化学科に入学した。1983年、同大学院農学研究科農芸化学専攻を修了後、キユーピー株式会社に入社した。1990年に退職し同年東京農工大学助手、1991年農学博士。その後、講師、助教授を経て、2004年より教授を務める。この間に、文部省在外研究員としてWashington University in St. Louis (Prof. K. D. Moeller, Department of Chemistry) に留学した。
有機電解法による化学反応の開拓や、ペプチド、核酸系中分子の化学合成法を開発。2005年には自らの研究成果（化学合成・医薬製造）に基づくスタートアップ（JITSUBO株式会社）を起業した。同社は、環境負荷が少なく高純度大量生産に適用できるペプチド中分子医薬製造技術を基盤に成長し、M&Aを経て、海外大手製薬企業との糖尿病・肥満等の疾病分野における独占的製造ライセンス契約締結に至る。
2008年から東京農工大学産官学連携・知的財産センター長、教育研究評議員、2010年イノベーション推進機構長、学長補佐、2014年から副学長（イノベーション担当）等を歴任した。2013年からSRI International（当時）と連携し、同機関の本拠地であるシリコンバレー・メンローパークにて多くの学内外の学生、教職員、企業職員の研修機会を創出した。その後も数々の海外の大学等でイノベーションリーダー育成活動を実施した。
内閣府ムーンショット型研究開発制度目標5（農林水産研究開発事業）プログラムディレクター、文部科学省 NanoTerasu（次世代放射光施設）の利活用の在り方に関する有識者会議　座長、文部科学省大学研究力強化委員会 主査、農林水産省中小企業イノベーション創出推進事業(SBIR) 統括プログラムマネージャー、ムーンショット型研究開発事業 日米豪印4か国協力 テクニカルリード（科学技術振興機構）等を歴任した。

## 研究分野
ライフサイエンス/農芸化学/生物有機化学/有機電気化学

## 受賞歴
- 2007年 電気化学会論文賞
- 2011年 第11回MIT-EFJビジネスコンテスト＆クリニック　MIT-EFJ最優秀賞・正会員特別賞・新日本有限責任監査法人賞
- 2022年Manuel M. Baizer賞(Electrochemical Society)